# 云南密花豆
云南密花豆（学名：Spatholobus varians）为豆科密花豆属下的一个种。